# 藤田淑子
藤田 淑子（ふじた としこ、1950年〈昭和25年〉4月5日 - 2018年〈平成30年〉12月28日）は、日本の声優、女優、歌手。中華人民共和国遼寧省大連市出身。青二プロダクション最終所属。別芸名：藤田 とし子。

## 生涯

### 生い立ち
7人兄弟の一番下。父は電話技師で戦後9年間は中国で電話技術の指導者だったが、帰国後は日本電信電話公社に就職していた。小学1年生の時、芝居の仕事が好きで自分ではできなかった一番年上の姉が児童劇団の募集広告を見て、藤田に「やらせよう」ということで、父の反対を押し切って、内緒で児童劇団に申し込んだことがきっかけで芸能界に入る。人前で何かをやることが嫌いであり、体が虚弱で小児リウマチになっており、幼いころから鍼や湯治に行っていたが、芸能の仕事をしてからは元気になったという。小学校時代は成績はバツグンで4、5年生の時はオール5だったという。しかし中学校進学後、どんどん落ちてきてしまったという。芸能の仕事は子供の頃は遊びに行っているようなものだったことから楽しかったという。仕事という意識はあまりなかったが、子供心にも人物に代わってもらえないことから「休めない」という気持ちはあったという。

### キャリア
6歳の頃から子役としてラジオやテレビで活動をしており、女優、歌手、そして声優という幅広い芸歴を持つ。初めての声の仕事は、小学4年生の時の『ビル船長』。最初のアニメは中学生ぐらいの『トムとジェリー（TBS版）』のジェリー役。
精華学園女子高等学校（現・東海大学付属市原望洋高等学校）に進学した時、初めて自分の将来について真剣に考えて、「これまでは女優になろう」と思い、放送の仕事をしてきたわけではなく、姉に連れられて児童劇団に入団。なんとなく楽しいことばかりであり、「遊び半分に仕事を続けてきたにすぎない……」といい加減さに気がついたという。そこで改めて、「女優を自分の一生の仕事にしよう」と決意し、高校在学中には早野寿郎の私塾・面壁塾に通い芝居の基礎を学ぶ。1968年のテレビドラマ『夏のわかれ』出演は2010年『明日の光をつかめ』の広瀬アリスが更新するまで昼ドラ主演最年少記録であった。なお、歌謡曲歌手としての活動経験もある関係でアニメの主題歌などを歌うケースも多い。
子役時代から活動してきたために子役のイメージが抜けず、「じゃ、いっそ歌うたって、しばらく芸能活動のうち芝居はやめちゃったほうがいいんじゃないかな」と思って、7、8年くらいは、声の仕事を一切していなかったという。詩の朗読などの仕事はしていた。ポピュラー、ジャズと歌の世界で5年ほど仕事していた頃、長門裕之に出会って「役者の仕事に戻るのなら、今だよ」と声をかけてもらい、再び女優に専念することを決意。久しぶりの仕事が、1975年 、『一休さん』の一休役だったという。『アンデルセン物語』、『長靴をはいた猫』といった東映動画のアニメ映画作品に出演していたことから、同じスタッフで『一休さん』の話が来たため、「じゃあやりましょ」ということでワンクールくらいのつもりで引き受けたところ、7年間も続く長寿番組となったという。『一休さん』に出演していた7年間は、歌とテレビドラマをしていたため、アニメの仕事は1本するのが限度だった。『一休さん』が終わったらアメリカへ留学しようと思っていたが、前述のとおり番組が7年も続いたため行けなかったという。それまでは「早くやめたい、他に何か私に向いてる仕事があるだろう」と信じ込んでいたが、留学できなかった時には「もうこれしか残ってないな」と思ったという。『がんばれ元気』で初めて週に2本のアニメ出演を経験。その時は5歳から15歳までを演じられるところが、意欲をそそり、出演を決めた。当時はレギュラー1本主義の藤田としては珍しいケースだった。週1本なら、好きだった舞台の仕事もできたが、2、3本となれば身動きがとれなくなることがわかっているからだった。
1983年、青二プロダクションの『火の鳥』、劇団青杜の『テレスコープ』、劇団薔薇座の『ローマで起こった奇妙なできごと』、辻真先の『天使の殺人』の4本の舞台に多く出演していた。
芸歴は児童劇団の劇団こけし座に始まり、劇団俳小、人間プロ、渡辺プロダクションに所属していた。
1984年に第1回日本アニメ大賞の『声優部門 最優秀賞』を受賞している。

### 晩年・死去
晩年は体調不良により持ち役を降板するなど活動を縮小していたが、散発的なナレーションは続け、2019年発売のゲーム『JUMP FORCE』にも『DRAGON QUEST -ダイの大冒険-』のダイ役で収録に参加していた。一方で『劇場版シティーハンター 〈新宿プライベート・アイズ〉』では来生泪の再演をオファーされていたものの、健康状態の悪化により参加できなかったため、代演した戸田恵子によると藤田は演じられないことを悔しがっていたという。2018年12月28日、浸潤性乳がんのため死去したことが、所属事務所の公式サイトにおいて公表された。68歳没。生涯独身だった。

## 人物・特色
声種はアルト。地声はF - C、ファルセットF - D、男の子キャラでF - BorB♭、他のキャラでF - C。
『キテレツ大百科』のキテレツ（木手英一）などの少年から、『キャッツ♥アイ』の来生泪のような大人の女性まで幅広く演じていた。初めて男の役を演じたのは10歳の時に出演していた『ララミー牧場』のマイク坊や役。その時は子供だったことから「男の子だよ」と言われた時、どんなふうに演じるのかよくわからなかったという。その頃、役作りの工夫は子供だったことからあまり考えていなかったという。『一休さん』の出演時は一休さんの成長に合わせて演技も少しずつ大人っぽく変化させていったという。『がんばれ元気』に取りかかるまで「レギュラーで男の子の作品は1本しかやらない」と決めていたという。洋画、アニメでも大人役を演じていたが、男の子役は7年間『一休さん』だけだった。とても不器用なため、同列統のキャラクターを演じていると、特に男の子はイメージが似てしまうという。アニメ出演の際は、同じようなキャラクターが同時期に被らないように常に心掛けていたという。『キテレツ大百科』の放送時期に演じていたのも、キテレツ（木手英一）とは違うタイプの男の子だったという。映画の吹き替えなどでは、大人の女性役を演じていたが、アニメでは『一休さん』が終了する頃から、大人の女性演じることが増えていったという。デビュー当初から「この仕事は向いていないかも……」と思い続けていたが、少しずつ面白さを実感できるようになった時期でもあったという。その一つの理由が、少年役に加えて、『キャッツ♥アイ』、『北斗の拳』といったアニメ、『アニー』など、歳相応の役を数多く演じるようになったことだと語る。同時に、怖さを感じるようになったのもこの頃でそれまで「役者になりたい!」という強い決意がないまま続けていた仕事だったが、声で表現する難しさを知り、それがやりがいであり、楽しさでもあることに気付いていたという。
海外映画・海外ドラマの吹き替えでは、ゴールディ・ホーンとスーザン・サランドンが持ち役であった。
東映アニメーションと日本アニメーションの作品に多く起用されていた。
『キテレツ大百科』のキテレツは主要キャストの中では、唯一、藤田のみ1987年の特番から1996年の最終回まで変更がなかった。また5番目のED「メリーはただのともだち」の歌唱も担当している。
短期集中型であり、役作りを緻密に計算できるタイプではなかったという。
特技はゴルフ、水泳。

## 後任
藤田の休業中ならびに没後、持ち役を引き継いだ人物は以下の通り。
ただし、藤田に限らず、リメイクやリブートによって他の声優陣も大幅に一新した作品についてはこの趣旨から外れるため、この表に記載しない。
| 後任       | 役名                                   | 作品                                 | 後任の初出演                                           |
| ---------- | -------------------------------------- | ------------------------------------ | ------------------------------------------------------ |
| 山像かおり | セリーナ・カイル（キャットウーマン）   | 『バットマン リターンズ』            | テレビ朝日版WOWOW追加収録部分                          |
| 渡辺明乃   | ジョーン・ワイルダー                   | 『ロマンシング・ストーン 秘宝の谷』  | テレビ朝日版WOWOW追加収録部分                          |
| 渡辺明乃   | ジョーン・ワイルダー                   | 『ナイルの宝石』                     | テレビ朝日版WOWOW追加収録部分                          |
| 鳳芳野     | ヘスター・ギャロップ                   | 『蒼穹のファフナー』                 | 『蒼穹のファフナー EXODUS』                            |
| 鳳芳野     | 宮内妙子                               | 『ちはやふる』                       | 『ちはやふる3』                                        |
| 小山茉美   | シャーロット・リンリン（ビッグ・マム） | 『ONE PIECE』                        | 第786話                                                |
| 小山茉美   | 月影千草                               | 『ガラスの仮面』（東京ムービー版）   | 『ぱちんこ ガラスの仮面』                              |
| 戸田恵子   | 来生泪                                 | 『CAT'S EYE』                        | 『劇場版シティーハンター〈新宿プライベート・アイズ〉』 |
| 戸田恵子   | デリア・ディーツ                       | 『ビートルジュース』                 | 『ビートルジュース ビートルジュース』                  |
| 深見梨加   | 来生泪                                 | 『CAT'S EYE』                        | 『ルパン三世VSキャッツ・アイ』                         |
| 小宮和枝   | ゼルダ・スペルマン（パラレル宇宙）     | 『サブリナ: ダーク・アドベンチャー』 | 第35章                                                 |
| 三瓶由布子 | 八神太一                               | 『デジモンアドベンチャー』           | 『共闘ことばRPG コトダマン』                           |

## 出演
太字はメインキャラクター。

### テレビドラマ
- お好み日曜座 母の初恋（1958年、NHK）
- 少年ジェット（1960年、大映テレビ・フジテレビ）
  - 「二つの顔」（第66 - 70話） - 駒田八重子
- 青春とはなんだ　第29話「二人の虹」（1966年、NET） - 松崎英子
- チャコねえちゃん 第5話「ボクは誰の子」（1967年、TBS）
- 三匹の侍 第5シリーズ 第4話「狼が死んだ」（1967年、フジテレビ） - しの
- 銭形平次（フジテレビ、東映）
  - 第100話「隠密有情」（1968年） - お咲
  - 第133話「ご寮はん」（1968年） - お仙
  - 第185話「身投げ女」（1969年） - おしの
- 夏のわかれ（1968年、東海テレビ）
- 特別機動捜査隊（1975年、NET）
  - 第696話「ある女教師の場合」 - 沢野芳江
  - 第730話「南国の旅路の果て」 - 宮田雅代
  - 第734話「絶望を越えて」（1975年） - 信子
- 伝七捕物帳 第80話「むすぶ情の夫婦そば」（1975年、日本テレビ） - お美乃
- 前略おふくろ様II（1976年 - 1977年、日本テレビ） - 光子
- 江戸の旋風II 第34話「情けの秋祭り」（1976年、フジテレビ）
- すぐやる一家青春記（1977年、TBS）‐良子
- 北の国から（1981年 - 1982年、フジテレビ）‐ミヤコ
- 京都の芸者弁護士事件簿 第2作（1998年、朝日放送）
- 新・部長刑事 アーバンポリス24（朝日放送）
- 土曜プレミアム スペシャルドラマ 一休さん（2012年、フジテレビ） - ナレーション
- S -最後の警官-（2014年、TBS） - ナレーション
- 奇跡の教室（2014年、日本テレビ） - ナレーション

### 映画
- 懐しのメロディー（1954年、東映）
- 蜂の子（1957年、東映児童映画） - ユリ

### 舞台
- INTO the WOODS
- Song a little
- ブラザ・スウィート

### テレビアニメ
1965年
- 怪盗プライド（ハニー）
- 遊星少年パピイ（パピイ）
- 鉄腕アトム (アニメ第1作)

1966年
- 遊星仮面（ピーター / 遊星仮面）

1967年
- キングコング（ボビー）

1975年
- 一休さん（1975年 - 1982年、一休）
- フランダースの犬（ミレーヌ）

1978年
- ルパン三世（第2作）（1978年 - 1980年）

1979年
- 銀河鉄道999（シャープス、ポリス長、女王）
- サイボーグ009（1979年版）（ミナ）
- ドラえもん（テレビ朝日版第1期）（女性）
- 日本名作童話シリーズ 赤い鳥のこころ（ナレーター）

1980年
- がんばれ元気（堀口元気）
- マリンスノーの伝説（イザナミ）

1981年
- 愛の学校クオレ物語（エンリコ）
- うる星やつら
- Dr.スランプ アラレちゃん（1981年 - 1984年、ポリー、玉城恋太、サンタ〈玉城恋太〉、山田花子）

1982年
- 愛の奇蹟 ドクターノーマン物語
- あさりちゃん（ふと子、お化け、力モリ子）
- アンドロメダ・ストーリーズ（イル）
- The♥かぼちゃワイン（森田）
- 少年宮本武蔵 わんぱく二刀流（宮本武蔵〈幼年時代〉）
- スペースコブラ（ジェーン・ロイヤル 他）
- Dr.スランプアラレちゃん ペンギン村英雄伝説（婦警）
- パタリロ!（マライヒ）
- わが青春のアルカディア 無限軌道SSX（レオタード）
- 吾輩は猫である（春子）

1983年
- キャッツ♥アイ（1983年 - 1985年、来生泪） - 2シリーズ
- 銀河疾風サスライガー（ダイアン・ハーシー）
- さすがの猿飛（夏子〈2代目〉）
- ベムベムハンターこてんぐテン丸（テン丸）
- まんが日本史（聖徳太子〈幼少期〉、鸕野讚良皇女）
- ミームいろいろ夢の旅（ミーム）

1984年
- コアラボーイ コッキィ（コッキィ）
- Gu-Guガンモ（おしん）
- 星銃士ビスマルク（ドミーゴ）
- 宗谷物語（菊子）
- とんがり帽子のメモル（ガキ）
- 牧場の少女カトリ（サラ）
- ふたり鷹（沢渡緋沙子）

1985年
- 悪魔島のプリンス 三つ目がとおる（写楽保介）
- 北斗の拳（1985年 - 1987年、マミヤ） - 2シリーズ
- ルパン三世 PARTIII

1986年
- 銀牙 -流れ星 銀-（クロス）
- 青春アニメ全集（初枝、笠井京子）
- ドラゴンボール（ハスキー）
- ドリモグだァ!!（ドリモグ）

1987年
- キテレツ大百科（1987年 - 1996年、キテレツ〈木手英一〉、木手英乃進、カラス） - 2シリーズ
- シティーハンター（1987年 - 1989年、亜月菜摘、麻上亜紀子） - 2シリーズ

1988年
- 美味しんぼ（唐山領子）
- 新グリム名作劇場（1988年 - 1989年、魔女、王子）
- それいけ!アンパンマン（スプーンさん〈初代〉）
- トッポ・ジージョ（アメリア、アレックス） - 2シリーズ

1989年
- 新ビックリマン（1989年 - 1990年、ピア・マルコ）
- 手塚治虫物語 ぼくは孫悟空（羅刹女）
- YAWARA!（1989年 - 1992年、玉緒）

1990年
- まじかる☆タルるートくん（宝の番人）
- 私のあしながおじさん（リペット院長、マーゴット、ルシア）

1991年
- ドラゴンクエスト ダイの大冒険（第1作）（1991年 - 1992年、ダイ）
- トラップ一家物語（マチルダ夫人）

1992年
- 風の中の少女 金髪のジェニー（スティーブン・フォスター）

1995年
- ロミオの青い空（アルフレド・マルティーニ）

1996年
- 地獄先生ぬ〜べ〜（1996年 - 1997年、立野広）
- YAWARA! Special ずっと君のことが…。（玉緒）

1997年
- 金田一少年の事件簿（1997年 - 2007年、佐伯航一郎、響静歌） - 1シリーズ + 特別編

1998年
- サイレントメビウス（ラリー・シャイアン）
- 星方武侠アウトロースター（ヒルダ）

1999年
- 週刊ストーリーランド（1999年 - 2000年、小松、ナレーション、佐知子）
- デジモンアドベンチャー（1999年 - 2000年、八神太一、武之内淑子、ガーベモン、ピピモン、ガニモン、シーラモン 他） - 2シリーズ

2000年
- 世界名作劇場・完結版 母をたずねて三千里（ナレーション）

2002年
- 犬夜叉（祓い屋）
- 十二国記（舒覚）

2003年
- 金色のガッシュベル!!（ゾフィス）
- 最遊記RELOAD（ウォン）
- 高橋留美子劇場 人魚の森（七生）
- プラネテス（星野ハルコ）

2004年
- 蒼穹のファフナー（ヘスター・ギャロップ）

2005年
- ガラスの仮面（月影千草）

2007年
- 風の少女エミリー（エリザベス・マレー）
- デルトラクエスト（テーガン）
- 祝!(ハピ☆ラキ)ビックリマン（ピアマルコ）
- モノノ怪「座敷童子」（久代）

2008年
- アリソンとリリア（コラソン・ムート女史）
- ウルトラヴァイオレット コード044（女の声）
- 黒塚 KUROZUKA（沙仁輪）
- 地獄少女 三鼎（芦谷富士子）
- スケアクロウマン（ジェーン）
- 秘密 〜The Revelation〜（狭川和歌子）
- 魔人探偵脳噛ネウロ（入山芳恵）
- ONE OUTS -ワンナウツ-（ビッグママ）

2009年
- 機動戦士ガンダム00 セカンドシーズン（新連邦大統領）
- きらりん☆レボリューション STAGE3（魔女）
- 源氏物語千年紀 Genji（弘徽殿の女御）

2010年
- RAINBOW-二舎六房の七人-（園長）

2011年
- ちはやふる（2011年 - 2013年、宮内妙子） - 2シリーズ
- 毎日かあさん（アソちゃん）

2012年
- デジモンクロスウォーズ 〜時を駆ける少年ハンターたち〜（八神太一）
- ONE PIECE（シャーロット・リンリン / ビッグ・マム〈初代〉）

### 劇場アニメ
1968年
- アンデルセン物語（ハンス）

1969年
- 長靴をはいた猫（ピエール）

1976年
- 一休さん（一休）
- 一休さん 虎たいじ（一休）
- 一休さん おねしょお姫様（一休）

1979年
- 銀河鉄道999(The Galaxy Express 999)（シャドー）

1980年
- 地球へ…（ママ）
- 火の鳥2772 愛のコスモゾーン（レナ）

1981年
- あしたのジョー2

1982年
- SPACE ADVENTURE コブラ（キャサリン）

1983年
- ゴルゴ13（シンディ）
- パタリロ!スターダスト計画（マライヒ）

1984年
- 超人ロック（コーネリア・プリム）

1985年
- Gu-Guガンモ（おしん）
- 戦国魔神ゴーショーグン 時の異邦人（レミーの母）

1986年
- RUNNING BOY スター・ソルジャーの秘密（東園寺秀樹）

1987年
- グリム童話 金の鳥（ルル）
- 聖闘士星矢 邪神エリス（エリス）
- 妖獣都市（麻紀絵）

1991年
- サイレントメビウス（ラリー・シャイアン）
- ドラゴンクエスト ダイの大冒険（ダイ）

1992年
- サイレントメビウス2（ラリー・シャイアン）
- 地球を救え!なかまたち ちびねこトムの大冒険（トム）
- ドラゴンクエスト ダイの大冒険 起ちあがれ!!アバンの使徒（ダイ）
- ドラゴンクエスト ダイの大冒険 ぶちやぶれ!!新生6大将軍（ダイ）

1993年
- ぼのぼの（ぼのぼの）

1996年
- (超)劇場版!地獄先生ぬ〜べ〜（立野広）
- PiPi とべないホタル（ピピ）

1997年
- 地獄先生ぬ〜べ〜 午前0時ぬ〜べ〜死す!（立野広）
- 地獄先生ぬ〜べ〜 恐怖の夏休み!! 妖しの海の伝説!（立野広）

1998年
- 蓮如物語（尼僧）

1999年
- デジモンアドベンチャー（八神太一）
- 名探偵コナン 世紀末の魔術師（浦思青蘭）

2000年
- デジモンアドベンチャー ぼくらのウォーゲーム!（八神太一、武之内淑子）
- デジモンアドベンチャー02 デジモンハリケーン上陸!!/超絶進化!!黄金のデジメンタル（八神太一）

2001年
- デジモンアドベンチャー02 ディアボロモンの逆襲（八神太一）
- 名探偵コナン 天国へのカウントダウン（常盤美緒）

2002年
- ドラえもん のび太とロボット王国（マリア）
- ONE PIECE 珍獣島のチョッパー王国（カラスケ）

2008年
- 劇場版 ゲゲゲの鬼太郎 日本爆裂!!（風祭京夜）

2010年
- 劇場版 機動戦士ガンダム00 -A wakening of the Trailblazer-（地球連邦大統領）

2011年
- マルドゥック・スクランブル 燃焼（ベル・ウィング）

2012年
- マルドゥック・スクランブル 排気（ベル・ウィング）

### OVA
1985年
- ダーティペアの大勝負 ノーランディアの謎（サマラ）
- 魔法のルージュ りっぷ☆すてぃっく（リープ）

1986年
- 県立地球防衛軍（猪上裕子）
- 那由他（キロの少年時代）

1987年
- 禁断の黙示録 クリスタル・トライアングル（ジュノー・キャシディ）
- JUNK BOY（織田由貴）
- 瞳の中の少年 15少年漂流記（ゴードン）

1988年
- 悪魔の花嫁 蘭の組曲（ヴィーナス）
- 宇宙家族カールビンソン（おかあさん）
- Crying フリーマン（キッチェ）
- ワット・ポーとぼくらのお話（ジャム）

1989年
- MIDNIGHT EYE ゴクウ（門間良子）
- 銀河英雄伝説（シュザンナ・フォン・ベーネミュンデ）
- 超人ロック ロードレオン（コーネリア）
- 朱鷺色怪魔（雷祥絵）

1991年
- 3×3 EYES（黄 / 迅鬼）
- 巴がゆく!（東条夫人）

1992年
- OZ（1019、パメラ・エプスタイン）
- 鴉天狗カブト 黄金の目のケモノ（玉虫）
- 機神兵団（鷹村大志）
- 聖伝-RG VEDA-（舎脂）
- 世界の光 親鸞聖人（御内室）

1993年
- お江戸はねむれない!（高尾）

1994年
- 流星機ガクセイバー（少年A）

1996年
- ブラック・ジャック（薫光尼）

1997年
- サイコダイバー 魔性菩薩（鮎原京子）

1998年
- 銀河英雄伝説外伝 白銀の谷（シュザンナ・フォン・ベーネミュンデ）
- 地獄先生ぬ〜べ〜 決戦!陽神の術vs壁男（立野広）
- 地獄先生ぬ〜べ〜 なぞなぞ七不思議・ブキミちゃん（立野広）

1999年
- 地獄先生ぬ〜べ〜 史上最大の激戦! 絶鬼来襲!!（立野広）

2000年
- 銀河英雄伝説外伝 決闘者（シュザンナ・フォン・ベーネミュンデ）

2008年
- HELLSING（女王）
- やなせたかしメルヘン劇場 さよならジャンボ（バルー）

### ゲーム
1990年
- カルメン・サンディエゴを追え! 世界編（カルメン・サンディエゴ）

1992年
- 天外魔境II 卍MARU（卍丸の母、マダム・バーバラ）
- YAWARA!

1993年
- 天外魔境 風雲カブキ伝（ジュリア）

1995年
- 北斗の拳（マミヤ）

1996年
- 究極の倉庫番（レディ・ビー）
- 月花霧幻譚〜TORICO〜（ザブー）
- コブラ・ザ・シューティング（レディ）

1997年
- 地獄先生ぬ〜べ〜（立野広）

2000年
- 決戦（お勝）
- NEUES（シーラ・エヴァンス、ユニコーン）
- 北斗の拳 世紀末救世主伝説（マミヤ）

2001年
- 暴れん坊プリンセス（ジャスミン）
- デジモンテイマーズ バトルエボリューション（八神太一）
- 松本零士999 〜Story of Galaxy Express 999〜（シャドウ）

2003年
- 十二国記 -紅蓮の標 黄塵の路-（舒覚）

2004年
- 金色のガッシュベル!! 激闘!最強の魔物達（ゾフィス）
- 金色のガッシュベル!! うなれ!友情の電撃2（ゾフィス）

2005年
- 金色のガッシュベル!! 友情タッグバトル2（ゾフィス）
- 金色のガッシュベル!! ゴー!ゴー!魔物ファイト!!（ゾフィス）
- シャイニング・フォース ネオ（マリア）
- 北斗の拳（マミヤ）

2008年
- 龍が如く 見参!（鶴屋の女将）

2010年
- デジモンクロスウォーズ　超デジカ大戦（八神太一）

2013年
- デジモンアドベンチャー（八神太一）

2014年
- ONE PIECE 超グランドバトル! X（ビッグ・マム）

2019年
- JUMP FORCE（ダイ） - 遺作
- 金色のガッシュベル!! Golden Memories（ゾフィス） - ライブラリ出演

2021年
- 共闘ことばRPG コトダマン（ゾフィス）

### ドラマCD
- 十二国記 夢三章（舒覚）
- 新ビックリマン大百科（マルコ）
- デジモンアドベンチャー02 ベストパートナー (1) 八神太一&アグモン
- 夜叉鬼想伝（藤峰）

### 吹き替え

#### 女優
キャスリーン・ターナー
- ナイルの宝石（ジョーン・ワイルダー）※テレビ朝日版
- ローズ家の戦争（バーバラ・ローズ）※ソフト版
- ロマンシング・ストーン 秘宝の谷（ジョーン・ワイルダー）※テレビ朝日版

グレン・クローズ
- いつか眠りにつく前に（ウィッテンボーン夫人）
- エアフォース・ワン（キャサリン・ベネット副大統領）※ソフト版
- ステップフォード・ワイフ（クレア・ウェリントン）
- ターザン（カーラ）
  - ターザン2

- マーズ・アタック!（マーシャ・デイル）※テレビ東京版
- マキシー 素敵な幽霊（ジャン / マキシー）

ゴールディ・ホーン
- 潮風のいたずら（ジョアンナ）※機内上映版
- 続・激突!/カージャック（ルー・ジーン・ポプリン）※テレビ朝日版
- 永遠に美しく…（ヘレン・シャープ）※日本テレビ版
- バード・オン・ワイヤー（マリアン・グレイブス）※テレビ朝日版
- ファール・プレイ（グロリア）
- フォルテ（モナ・ミラー）
- プライベート・ベンジャミン（ジュディ・ベンジャミン）
- 昔みたい（グレンダ・パークス）

ジェーン・フォンダ
- アイリスへの手紙（アイリス・キング）
- ウエディング宣言（ヴァイオラ・フィールズ）
- 幸せのルールはママが教えてくれた（ジョージア・ランダル）

スーザン・サランドン
- アルフィー（リズ）
- エリザベスタウン（ホリー）
- ザ・クライアント 依頼人（レジー・ラブ）※ソフト版
- Shall We Dance?（ビヴァリー・クラーク）※日本テレビ版
- スピード・レーサー（ママ・レーサー）
- ラブリーボーン（リン）

ソンドラ・ロック
- ダーティハリー4（ジェニファー・スペンサー）
- ダーティファイター 燃えよ鉄拳（リン・ハルゼイ＝テイラー）
- ブロンコ・ビリー（アントワネット・リリー）

テリー・ガー
- トッツィー（サンディ・レスター）※フジテレビ版
- 未知との遭遇（ロニー・ニアリー）※テレビ朝日版
- ヤング・フランケンシュタイン（インガ）※LD版

ミシェル・ファイファー
- 恋のゆくえ/ファビュラス・ベイカー・ボーイズ（スージー・ダイアモンド）※テレビ東京版
- テキーラ・サンライズ（ジョー・アン）※ソフト版
- バットマン リターンズ（セリーナ・カイル/キャットウーマン）※テレビ朝日版

#### 映画
- 愛と喝采の日々（エミリア）※TBS版
- 愛と青春の旅だち（リネット・ポメロイ〈リサ・ブロント〉）※フジテレビ版
- 愛と追憶の日々（エマ・グリーンウェイ〈デブラ・ウィンガー〉）
- 愛のエチュード（ヴェラ・カトコフ〈ジェラルディン・ジェームズ〉）
- 愛の7日間（ジャンクロード〈セバスチャン・ダンガン〉）
- アヴァロンの霧（ヴィヴィアン〈アンジェリカ・ヒューストン〉）
- アニー（ミス・ハンニガン〈キャロル・バーネット〉）
- 雨の訪問者（メリー〈マルレーヌ・ジョベール〉）※TBS版
- 嵐の中で輝いて（リンダ・ヴォス〈メラニー・グリフィス〉）※テレビ東京版
- イースターラビットのキャンディ工場（ボニー・オヘア〈エリザベス・パーキンス〉）
- いつも心に太陽を（バーバラ〈ルル〉）※テレビ朝日版
- インディ・ジョーンズ/魔宮の伝説（ウィリー・スコット〈ケイト・キャプショー〉）※日本テレビ版
- 運命の扉（ジェニファー・パーカー〈ジャクリーン・スミス〉）
- エクスカリバー（モーガナ〈ヘレン・ミレン〉）
- エクソシスト（クリス・マクニール〈エレン・バースティン〉）※日本テレビ版
- エマニエル夫人（マリアンジュ〈クリスティーヌ・ボワッソン〉）※テレビ朝日版
- オール・ザ・キングスメン（ミセス・バーデン〈キャシー・ベイカー〉）
- 面影（キャロル・ロンバード〈ジル・クレイバーグ〉）
- カリフォルニア・ドールズ（アイリス〈ヴィッキー・フレデリック〉）
- カリフォルニア・ドリーミング（コーキー）
- キッド（ジャネット〈リリー・トムリン〉）
- ギャング（ジョーイ・オルサー〈チャド・レディング〉）
- キューティ・ブロンド（ストームウェル〈ホランド・テイラー〉）※日本テレビ版
- 恐怖の人食い魚群（ケイト〈カレン・ブラック〉）
- グーニーズ（マイキー〈ショーン・アスティン〉[70]）※TBS版
- グッバイ、レーニン!（クリスティアーネ・ケルナー）
- 刑事ニコ/法の死角（デロリス・ジャクソン〈パム・グリア〉）※テレビ朝日版
- ケイティ（マーガレット・ヘラー〈ヘレン・シェイヴァー〉）
- ゴーストバスターズ（ジャニーン・メルニッツ〈アニー・ポッツ〉）※フジテレビ版・テレビ朝日版
- サイン（パスキー〈チェリー・ジョーンズ〉）※フジテレビ版
- サタデー・ナイト・フィーバー（アネット）※テレビ朝日版
- ザ・デプス（ジョイス・コリンズ）
- サントロペ大混戦（ビビ・グラ）※テレビ朝日版
- シー・デビル（メアリー・フィッシャー〈メリル・ストリープ〉）※ソフト版
- ジェイン・オースティンの読書会（バーナデッド〈キャシー・ベイカー〉）
- シェルタリング・スカイ（キット・モレスビー〈デブラ・ウィンガー〉）
- シザーハンズ（ペグ〈ダイアン・ウィースト〉）※テレビ朝日版
- シャーキーズ・マシーン（ドミノ〈レイチェル・ウォード〉）
- 白と黒のナイフ（ジュリー・ジェンセン〈カレン・オースティン〉）
- スチュアート・リトル（カミーユ・スタウト〈ジェニファー・ティリー〉）※ソフト版
- ステイ・フレンズ（ローナ〈パトリシア・クラークソン〉）
- ステイン・アライブ（ローラ〈フィノラ・ヒューズ〉）
- ステラ（ジャニス・モリソン〈マーシャ・メイソン〉）※日本テレビ版
- スノー・ドッグ（アメリア・ブルックス〈ニシェル・ニコルズ〉）
- スリープウォーカーズ（メアリー・ブレイディ〈アリス・クリーグ〉）
- ダークマン（ジュリー・ヘイスティングス〈フランシス・マクドーマンド〉）※テレビ朝日版
- 大陸横断超特急（ヒリー・バーンズ〈ジル・クレイバーグ〉）※LD版・テレビ朝日版
- ため息つかせて（グロリア・マシューズ〈ロレッタ・デヴァイン〉）
- ツインズ（リンダ・メイソン〈クロエ・ウェッブ〉）※テレビ朝日版
- ティーン・ウルフ（パメラ）
- ディス・イズ・マイ・ライフ（ドティ・インゲルス〈ジュリー・カブナー〉）
- 鉄格子の彼方（チェッキーナ）
- デリアのHow to cook（デリア）
- 天使の自立（ジェニファー・パーカー〈ジャクリーン・スミス〉）
- デンジャラス・ビューティー（キャシー・モーニングサイド〈キャンディス・バーゲン〉）※日本テレビ版
- 天地創造（サラ〈エヴァ・ガードナー〉）※日本テレビ版
- トイズ（アルセイシア〈ジョーン・キューザック〉）
- ドクター（アン・マッキー〈クリスティーン・ラーティ〉）
- 永遠の語らい（デルフィーヌ〈カトリーヌ・ドヌーヴ〉）
- ナイル殺人事件（リネット・リッジウェイ〈ロイス・チャイルズ〉）
- ナショナル・ランプーン/クリスマス・バケーション（エレン・グリスウォルド〈ビヴァリー・ダンジェロ〉）
- ナビゲイター（デヴィッド・フリーマン〈ジョーイ・クレイマー〉）※日本テレビ版
- バック・トゥ・ザ・フューチャー PART3（クララ・クレイトン〈メアリー・スティーンバージェン〉）※日本テレビ版
- パリ大混戦（ビビ・グラ）
- ハロウィン（ローリー・ストロード〈ジェイミー・リー・カーティス〉）
- ハンナとその姉妹（ホリー〈ダイアン・ウィースト〉）
- ビートルジュース（デリア・ディーツ〈キャサリン・オハラ〉）
- ビッグ・ビジネス（ローズ〈リリー・トムリン〉）※ソフト版
- ビバリーヒルズ・コップ（ジェニー〈リサ・アイルバッハー〉）※テレビ朝日版
- ビリー・ホリデイ物語/奇妙な果実（ビリー・ホリデイ〈ダイアナ・ロス〉）
- ビンゴ!（ナタリー・デヴリン〈シンディ・ウィリアムズ〉）
- フェイス/オフ（イヴ・アーチャー〈ジョアン・アレン〉）※フジテレビ版
- フォー・ザ・ボーイズ（ディクシー・レナード〈ベット・ミドラー〉）
- フォード・フェアレーンの冒険（コリーン・サットン〈プリシラ・プレスリー〉、キッド）
- フライトナイト（ジュディ・ブリュースター）※テレビ朝日版
- ブラッドビーチ/謎の巨大生物!ギャルまるかじり（キャサリン・ハットン〈マリアンナ・ヒル〉)
- ベイビー・トーク3/ワンダフルファミリー（ダフネ〈ダイアン・キートン〉）※ソフト版
- ベスト・キッド（ルシール）※テレビ朝日版
- ボーイズ・ライフ（キャロライン〈エレン・バーキン〉）
- ぼくセザール10歳半（グロリア〈アンナ・カリーナ〉）
- ポルターガイスト2（ダイアン・フリーリング〈ジョベス・ウィリアムズ〉）
- 窓からローマが見える（オルガ〈デリア・ボッカルド〉）
- 真夜中のラブコール/テレフォンセックス殺人事件（コリー・ウィラー〈デボラ・ハリー〉）
- マンハッタン無宿（ジュリー・ロス〈スーザン・クラーク〉）※日本テレビ版
- ミシシッピー・バーニング（ペル夫人〈フランシス・マクドーマンド〉）
- ミスター・グッドバーを探して（キャサリン〈チューズデイ・ウェルド〉）
- めまい（ミッジ〈バーバラ・ベル・ゲデス〉）※テレビ朝日版
- メル・ブルックス/逆転人生（モリー〈レスリー・アン・ウォーレン〉）
- 野獣教師（ジェーン・ヘツコ〈ダイアン・ヴェノーラ〉）※フジテレビ版
- 夜霧のマンハッタン（ローラ・J・ケリー〈デブラ・ウィンガー〉）※機内上映版
- 48時間（エレイン〈アネット・オトゥール〉）※日本テレビ旧録版
- LOVERS（牡丹坊の女将〈ソン・タンタン〉）※テレビ朝日版
- ラストキス（アナ〈ブライス・ダナー〉）
- レイズ・ザ・タイタニック（ダナ・アーチボルド〈アン・アーチャー〉）※LD版
- ロサンゼルス（ジェリ・ニコルズ〈ジル・アイアランド〉）※日本テレビ版
- ロボコップ2（ファックス博士〈ベリンダ・バウアー〉）※テレビ朝日版
- ワン・モア・タイム（コリーン・ジェフリーズ〈シビル・シェパード〉）※ソフト版

#### ドラマ
- アガサ・クリスティー ミス・マープル（ドリー・バントリー）
- 悪魔の手ざわり #17（コーラ・ブレイク〈キャロル・リンレイ〉）
- アリー my Love（トレイシー・クラーク〈トレイシー・ウルマン〉）
- アンネ・フランク（エーディト・フランク）
- ER緊急救命室 シーズン2（キャシー〈ミーガン・ギャラガー〉）
- 華麗なるペテン師たち4（ヴェロニカ・パウエル）
- クッキ 〜菊熙〜（シニョンの母）
- クリミナル・マインド FBI行動分析課 シーズン2 #20（エリザベス・プレンティス〈ケイト・ジャクソン〉）
- 刑事スタスキー&ハッチ シーズン1 #20（シャーマン・クレーン）
- ケインとアベル（ザフィア・ロスノフスキー〈アルバータ・ワトソン〉）
- こちらブルームーン探偵社 シーズン5（アニー・チャーノック〈ヴァージニア・マドセン〉）
- サブリナ（ゼルダ・スペルマン〈ベス・ブロデリック〉）
- CSI:マイアミ シーズン2（ステラ・ボナセーラ）
- 新アウターリミッツ（リディア・マニング司令官〈アネット・オトゥール〉）
- 新・刑事コロンボシリーズ
  - 汚れた超能力（ポール・ハル博士〈カレン・オースティン〉）
  - 殺意の斬れ味（キャサリン・カルバート〈シーラ・ダニーズ〉）
- 新・ヒッチコック劇場 シーズン1 #4（レイナ・トレント）
- 超音速攻撃ヘリ エアーウルフ
  - シーズン2 #21（メリー・エイヴァリー）
  - シーズン3 #6（トレイシー・クーパー）
- デスパレートな妻たち5（メリーナ）
- TVキャスター マーフィー・ブラウン（マーフィー・ブラウン〈キャンディス・バーゲン〉）
- 特捜刑事マイアミ・バイス（ヴァレリー・ゴードン〈パム・グリア〉）
  - シーズン4 #10（ロイス・ブライス〈イマン・アブドゥルマジド〉）
- ドクター・フー（カサンドラ〈ゾーイ・ワナメイカー〉）
- 特攻野郎Aチーム
  - シーズン2 #14（ジュディ・ロジャース）
  - シーズン3 #5（サマンサ・ローレンス）
  - シーズン4 #9（EG・ファウラー）、#22（アン・プラマー保安官）
- ナイトライダー[注釈 4]
  - パイロット版 （タニヤ・ウォーカー〈フィリス・デイビス〉）
  - シーズン2 #20、シーズン4 #11（スティービー（ステファニー・メーソン）〈キャサリン・ヒックランド〉）
- パパにはヒ・ミ・ツ シーズン1 #27・28（マギー〈シビル・シェパード〉）
- ヒッチコック劇場
- ファミリータイズ（エリス・キートン〈メレディス・バクスター〉）※テレビ東京版
- ファン・ジニ（ペンム〈キム・ヨンエ〉）
- ふたりは最高!ダーマ&グレッグ（キティ〈スーザン・サリヴァン〉）
- フリッパー シーズン1（シドニー・ブルースター〈エイドリアン・バーボー〉）
- ブロッサム（キャロル〈フィノラ・ヒューズ〉）
- マペット・ショー（ペトゥラ・クラーク）
- 名探偵モンク（リンダ・フスコ）
- メンタリスト（キャサリン・ホークス〈エリザベス・デネヒー〉）
- モーク&ミンディ（ミンディ〈パム・ドーバー〉）
- 世にも不思議なアメージング・ストーリー シーズン2 #6（ジョアン・シモンズ〈ヘイリー・ミルズ〉）
- ロイヤル・スキャンダル 〜エリザベス女王の苦悩〜（マーガレット・サッチャー）
- ロンサム・ダブ（エリー・ジョンソン〈グレン・ヘドリー〉）
- 私はラブ・リーガル（エレーン・ビンガム〈フェイス・プリンス〉）

#### アニメ
- シンデレラ（ドリゼラ・トレメイン）※1992年公開版
- スチュアート・リトル3 森の仲間と大冒険（野獣〈ヴァージニア・マドセン〉）
- ぞうのババール（ババール）
- ターザン テレビシリーズ（カーラ）
- ダックテイルズ（グリッタリング・ゴールディ〈アリソン・ジャネイ〉）
- ちびねこトムの大冒険（トム）
- トムとジェリー（TBS版）（ジェリー、ニブルス/タフィー、悪魔）
- バルト 新たなる旅立ち（ジェナ）
  - バルト 大空に向かって（ジェナ）
- わんわん物語（レディ）
  - わんわん物語II
- 2020年ワンダー・キディ（アイケン）

### 人形劇
- 伊賀の影丸（影丸）
- ひょっこりひょうたん島（キッド坊や）
- こどもにんぎょう劇場
  - 「風のくれたおくりもの」
  - 「幸福な王子」
  - 「てんぐのかくれみの」（彦一）

### ラジオ
- 有ちゃんのハイ！起きてます（文化放送 1963年）
- 夜のバラード（TBSラジオ、富川澈夫とのコンビ。1969年 - 1970年9月）
- 青山二丁目劇場（文化放送 2006年1月4日 - 2014年7月）
- センチメンタル・ナイト
- 卒業〜クロスワールド
- お話でてこい（NHKラジオ第2放送）

### パチンコ・パチスロ
- サミー
  - パチスロ「北斗の拳」（マミヤ）
  - パチンコ「CR北斗の拳 伝承」（マミヤ）
  - パチンコ「CR北斗の拳 強敵（とも）」（マミヤ）
- パチンコ CR地獄先生ぬ〜べ〜（立野広）

### バラエティ
- とんねるずのみなさんのおかげです（「前略おふくろ様'93」 - 仲居・光子 役）
- アニマックス10周年記念番組 「テレビアニメ45年史 なんでアニメは面白い!?」（ナレーション）
- いないいないばあっ!
- 親子で元気（ナレーション）
- ザ・レターズ〜家族の愛にありがとう（ナレーション）
- 世界が愛した絵本（朗読）
- ダウンタウンのガキの使いやあらへんで!!（ナレーション）
- バカンス気分（ナレーション）
- 21世紀エジソン（ナレーション）
- Goroプレゼンツ マイ・フェア・レディ（ナレーション）
- クメピポ! 絶対あいたい1001人（ナレーション）
- 5MEN旅（ナレーション）
- 使える芸能人は誰だ!?プレッシャーバトル!!（ナレーション）
- お坊さんバラエティ ぶっちゃけ寺 3時間スペシャル（一休の声）
- 団塊スタイル（ナレーション）

### CM
- 日本香堂（「毎日香」さだきち君、1990年代）
- 再春館製薬所 ラジオCM（TOKYO FM「赤坂泰彦のディア・フレンズ」で放送）
- 富士通ゼネラル（「nocria」ナレーション）
- 三洋電機（ナレーション）
- エーザイ（「新セルベール整胃」北欧 三姉妹篇）
- レッドブル 赤ずきん篇（おばあ様）
- 宇津救命丸（CMソング）

### その他コンテンツ
- NHK BS1 エンジョイライフ『マーガレットのカントリー工房』（マグ・ラフマン）
- 原画と朗読で綴るサイボーグ009の世界 〜海底ピラミッドの謎を追え!〜（001 / イワン・ウイスキー）
- ランドセル小学6年（リッター）
- 情報プレゼンター とくダネ!（ナレーション）

## ディスコグラフィ

### テレビドラマ
- 美しきチャレンジャー（TVドラマ『美しきチャレンジャー』）
- おじいさんの電車（『みんなのうた』）
- 小鳥の少女（TVドラマ『チャコねえちゃん』主題歌）
- すし屋のケンちゃん（『すし屋のケンちゃん』主題歌）
- ないしょだよ（『すし屋のケンちゃん』挿入歌）
- 何処かで愛が（『SFドラマ 猿の軍団』挿入歌）※「藤田とし子」名義

### テレビアニメ
- キング・コング（アニメ版『キングコング』主題歌）
- ガリバーと小人たち（『ガリバーと小人たち』日本語版主題歌）
- どろろの歌（『どろろ』エンディングテーマ）
- ねぇ!ムーミン（『ムーミン』主題歌）
- ははうえさま（『一休さん』エンディングテーマ）
- なんじゃらもんじゃら（『まんが日本絵巻』前期オープニングテーマ）
- 考えマーチ（『まんが日本絵巻』前期エンディングテーマ）
- スモーキー・バイオレット（『パタリロ!』挿入歌）
- スターダスト悲歌（『パタリロ!』劇場版 スターダスト計画 挿入歌）
- ドリモグだァ!!（『ドリモグだァ!!』エンディングテーマ）
- メリーはただのともだち（『キテレツ大百科』エンディングテーマ）※歌手として映像に出演
- 勇気を翼にして（『デジモンアドベンチャー』挿入歌）
- 僕らのデジタルワールド（『デジモンアドベンチャー02』挿入歌）※デジモンオールスターズ with 和田光司、AiM 非売品
- 永久（とわ）に続け!!（『デジモン10thANNIVERSARY-夢への架け橋-』収録）
- おいらテン丸（『ベムベムハンターこてんぐテン丸』オープニングテーマ）
- うちの親分（『ベムベムハンターこてんぐテン丸』エンディングテーマ） ※松島みのりとのデュエット

### 特撮
- ウルトラの母のバラード（『ウルトラマンタロウ』挿入歌）

### バラエティ
- ぼくぼくとびたいの（『ひらけ!ポンキッキ』歌のコーナー）※「藤田とし子」名義

### CM
- ふるさといつも（毎日香 CMソング）

### 歌謡曲
「藤田とし子」名義でCBS・ソニーから発売。当時は子供の頃から活動していたことから、周囲も見るイメージが変わらず、「じゃ、いっそしばらくやめちゃったほうがいいかな」といんで「5年間やめよう」と決心していた。前述のとおり、学校と仕事と塾を並行しており、番組の中で歌を歌ったことが多く、偶々歌った『ムーミン』のテーマソングが大好評になった。その時に歌手の話が来て、ほかに何もできることなかったが、「あ、歌は歌える」のような安易な気持ちで19歳で歌手デビュー。制作陣に藤田敏雄作詞・中村八大作曲（「もしもなれたら」）、小室等（「小舟にのって」他作詞・作曲・編曲）、山上路夫作詞・村井邦彦作曲・馬飼野俊一編曲（「しま馬は駈ける」）が参加、またカバー曲の多い「フランシーヌの場合」（いまいずみあきら作詞・郷伍郎作曲）をリリース。その多くはオムニバスアルバムに再録された。デビュー曲がフォークソングであり、シャンソン、ジャズを勉強して歌っていたが、続かなかったという。
- シングル盤

1. もしもなれたら（小唄ロック）／小舟にのって[71]
2. フランシーヌの場合[71]
3. おしゃべりもギターも恋も／しま馬は駈ける[71]
4. 八月のふたり／ナタリー[注釈 5]
5. 愛しても愛しても／わたしはあげない[71]

- オムニバスアルバム

「’69 フォークベストアルバム」
「アイドル？ミラクルバイブルシリーズ 6970 Girls」